# 礱頭國家公園
礱頭國家公園是馬來西亞的國家公園，位於砂拉越，成立於1998年，有67種鳥類、28種哺乳類鳥類，該地區有蘭花、豬籠草等植物生長。